# 塔德乌什·赖希施泰因
塔德乌什·赖希施泰因（德語：Tadeus Reichstein，1897年7月20日—1996年8月1日)，波兰出生的瑞士化学家。由于发现肾上腺皮质激素及其结构和生理效应，他与爱德华·卡尔文·肯德尔、菲利普·肖瓦特·亨奇共同获得了1950年诺贝尔生理学或医学奖。